# Механізми біолюмінесценції у глибоководних організмів
Біолюмінесценція — це здатність живих організмів випромінювати світло в результаті хімічних реакцій. Ця унікальна властивість поширена серед глибоководних мешканців океану, які використовують світіння для полювання, захисту та комунікації в умовах повної темряви. У глибоководних екосистемах, які є одними з найменш вивчених на Землі, існує велика кількість біолюмінесцентних організмів, таких як риби, медузи, кальмари та інші.

## Механізми біолюмінесценції
Основою біолюмінесценції є хімічна реакція між молекулою люциферин і ферментом люцифераза в присутності кисню. Під час цієї реакції виділяється світло, яке різні організми використовують для своїх потреб. Колір світла, як правило, залежить від типу люциферину та люциферази. Найчастіше біолюмінесценція в глибоких водах має синьо-зелений відтінок, оскільки ці кольори найкраще поширюються у воді.
Деякі організми, наприклад, медузи або ракоподібні, мають симбіотичні відносини з біолюмінесцентними бактеріями, які живуть у спеціальних органах і продукують світло.

## Біологічна роль біолюмінесценції
Глибоководні організми використовують біолюмінесценцію для різних функцій:
1. Захист від хижаків. Деякі види раптово випромінюють яскраве світло, яке може засліпити хижаків або відвернути їх увагу.
2. Приваблення здобичі. Наприклад, вудильники (Lophiiformes) використовують світлові органи, щоб заманювати здобич ближче до своїх щелеп.
3. Маскування. Деякі риби і безхребетні використовують біолюмінесценцію для створення світлових плям на тілі, що дозволяє їм маскуватися на тлі світла, яке надходить зверху.
4. Комунікація. Біолюмінесценція може також використовуватись для комунікації між особинами одного виду, зокрема під час шлюбного періоду.

## Приклади біолюмінесцентних організмів
1. Вудильник (Lophiiformes): Ця риба використовує спеціальний світловий орган, який містить бактерії, що продукують світло. Світіння приваблює здобич.
2. Глибоководний кальмар (Heteroteuthis dispar): Цей вид кальмара виділяє біолюмінесцентні частинки для захисту, а також використовує світіння для маскування.
3. Медуза Atolla wyvillei: Під час нападу ця медуза випромінює серію світлових імпульсів, що може привабити інших хижаків для захисту.
4. Рак-велетень (Systellaspis debilis): Має світлові органи вздовж тіла, які допомагають йому захищатися від хижаків або приховуватися.

## Симбіоз з біолюмінесцентними бактеріями
У багатьох глибоководних організмів біолюмінесценція виникає в результаті симбіозу з бактеріями. Наприклад, вудильники та деякі кальмари містять у своїх органах спеціальні бактерії, що продукують світло. Це приклад взаємовигідного симбіозу, коли організм-хазяїн забезпечує бактерії живильними речовинами, а ті натомість створюють світіння, необхідне для виживання в темних водах.

## Еволюція біолюмінесценції
Біолюмінесценція розвивалася в різних групах організмів незалежно одна від одної, що є прикладом конвергентної еволюції. Організми адаптувалися до екстремальних умов, таких як повна темрява на великих глибинах, використовуючи світло для виживання.

## Значення для науки
Дослідження біолюмінесценції має важливе значення не лише для розуміння біології океанів, але й для інших наукових галузей. Наприклад, білок GFP (зелений флуоресцентний білок), виділений з медузи Aequorea victoria, став важливим інструментом у молекулярній біології для візуалізації біологічних процесів.